# 오스템
주식회사 오스템(영어: Austem)은 대한민국의 자동차 시트와 바퀴 관련 부품 기업이다.

## 역사
1990년 3월 '윤영'이라는 이름으로 설립되어 2005년에 현재의 사명으로 변경했다.